# 鹿島路村
鹿島路村（かしまじむら）は、石川県鹿島郡に存在した村。

## 地理
- 現在の羽咋市北部。邑知潟の北側に位置した。
- 南側は邑知潟沿いの平野、北側は眉丈山系の丘陵となっている。

## 歴史
- 1887年（明治20年）- 金丸小学校から分離し、鹿島路小学校が創立。
- 1889年（明治22年）4月1日 - 町村制の施行により、鹿島郡鹿島路村及び潟崎村を廃し、その区域をもって鹿島郡鹿島路村を設置する。字鹿島路及び字潟崎を設定する。
- 1905年（明治38年）- 鹿島路小学校内に農業補習学校付設。
- 1956年（昭和31年）9月30日 - 羽咋郡羽咋町、邑知町、鹿島郡鹿島路村及び余喜村を廃し、その区域をもって羽咋町を設置する。羽咋町が属すべき郡の区域を羽咋郡とする。鹿島路及び潟崎は羽咋町の大字となる。
- 1958年（昭和33年）7月1日 - 羽咋郡羽咋町を羽咋市とする。鹿島路及び潟崎の区域を鹿島路町に変更する。鹿島路の小字の区域は従前のとおり潟崎の小字イ、ロ、ハ、ニ、ホの区域をもってあらたに小字潟崎を設定する。

## 教育
- 鹿島路村立鹿島路小学校
（※後に羽咋町立、羽咋市立を経て、2006年4月、越路野小学校、富永小学校と統合し羽咋市立瑞穂小学校となる。）

## 交通
- 石川県道2号七尾羽咋線（現在の道路）
- 国鉄七尾線
  - 千路駅（隣接していた越路野村との境界付近に位置。当時の所在地は越路野村千路）

※当村の東部においては、同線の金丸駅も最寄駅だった。

## 産業
- 漁業（主に邑知潟で展開）
  - フナ
  - ウナギ
  - 藻類
- 果実生産
- 畜産業

## 神社・仏閣
- 能登神社
- 少彦名神社
- 西光寺